# خون (غرناطة)
بلدية جُند أو شون (نقحرة: خون) (بالإسبانية: Jun) هي بلدية تقع في مقاطعة غرناطة التابعة لمنطقة أندلوسيا جنوب إسبانيا. للقرية حدود مشتركة مع بلديات ألفاكار وفيثنار وبولياناس وغرناطة. وبلدية جُند معروفة بتاريخها المتعلق بالخزف، التي تعود لعصر الأندلس، ولا تزال تحتوي على معامل لهذه الصناعة. كما تشتهر هذه القرية بمبادراتها المتجددة في عالم مجتمع المعلومات، ففي 28 يونيو 2001، عقد مجلس بلديتها جلسته الاعتيادية بشكل تفاعلي، فوصفها رئيس المفوضية الأوروبية، رومانو برودي، كمهد الديمقراطية التفاعلية. وفي 27 ديسمبر 1999، أعلنت القرية أن الولوج للإنترنت حق عالمي لجميع المواطنين، فوصلت أصدائها للصحف العالمية كنيويورك تايمز أو سيدني مورنينغ هيرالد. تعمل حاليا على تشجيع البرمجيات الحرة.

## الديموغرافيا
بلغ عدد سكان بلدية جُند حوالي 3.438 نسمة عام 2011 (وفقاً للمعهد الوطني الإسباني للإحصاء).
| 1.553 | 1.724 | 1.897 | 2.161 | 2.377 | 3.241 | 3.438 |